# Güiro
Pour les articles homonymes, voir Guiro.

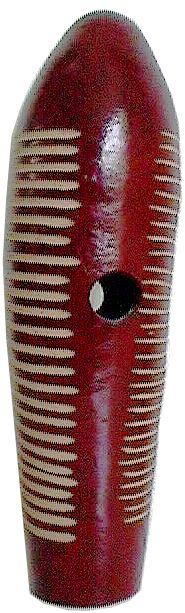
Güiro

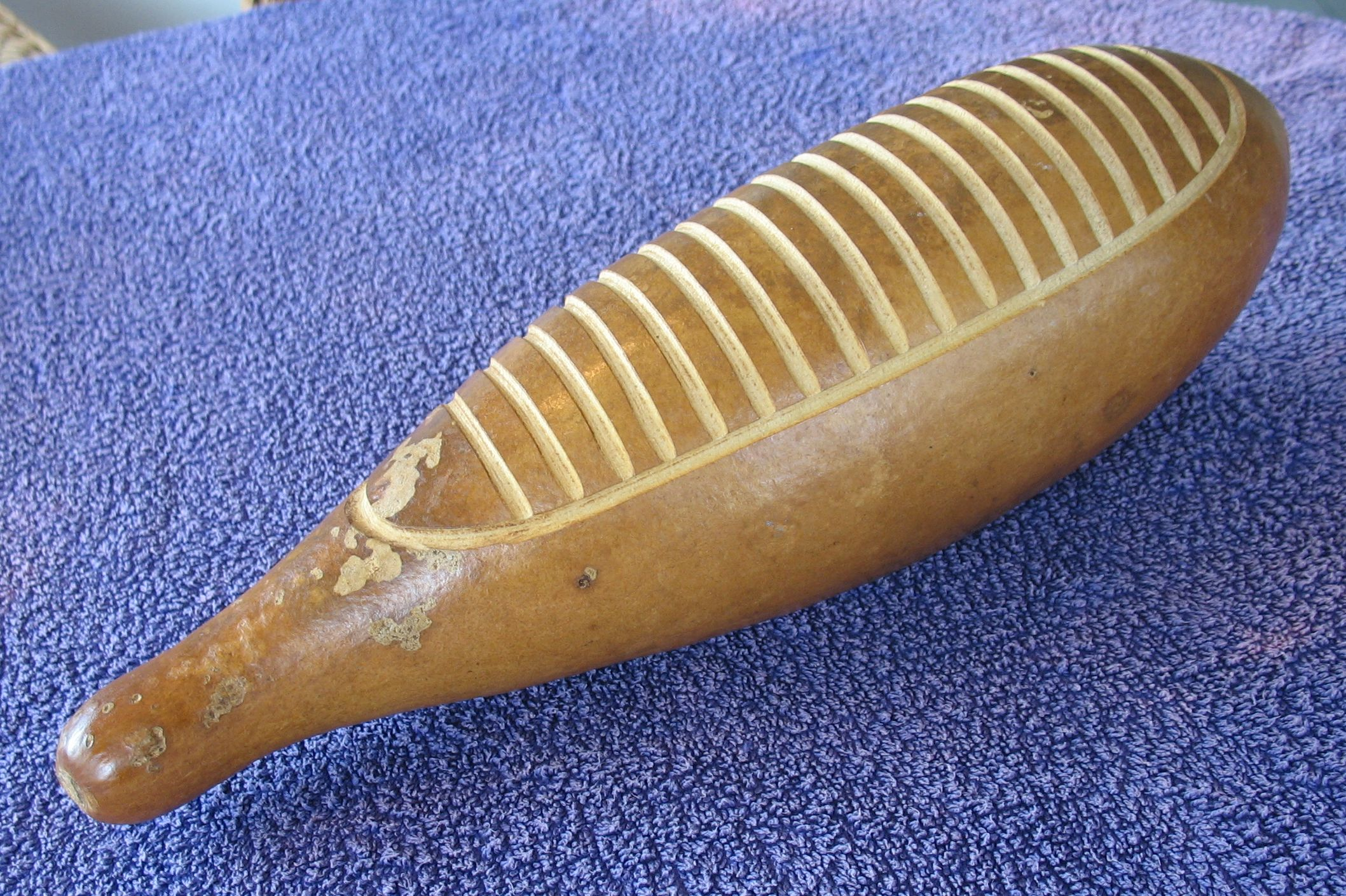
Güiro cubain

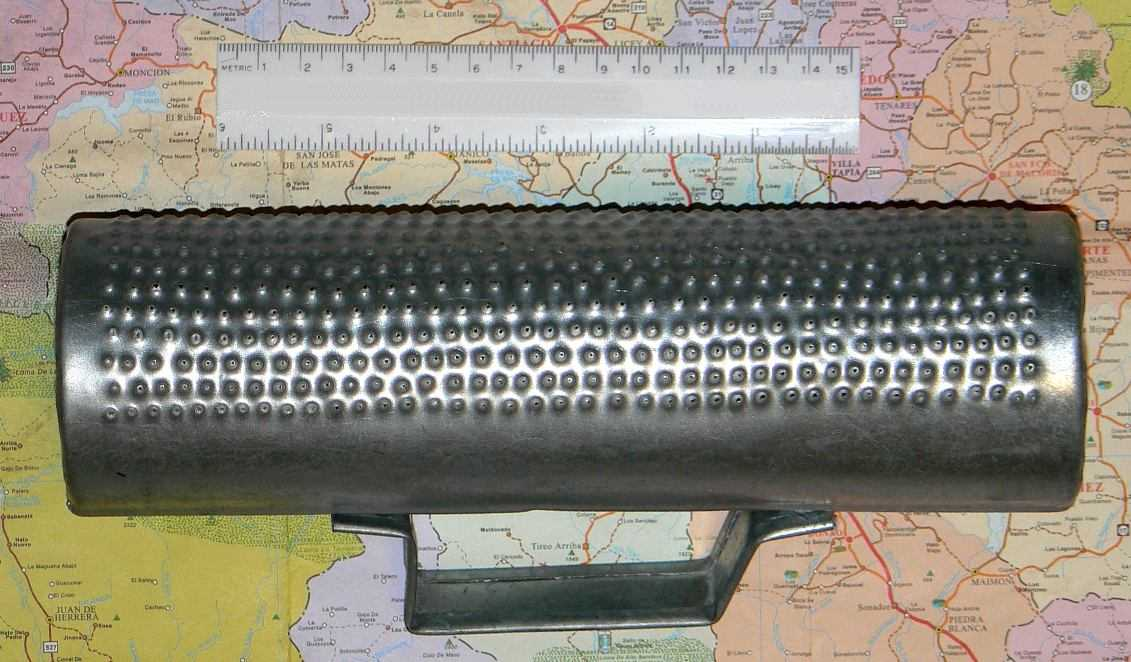
Güira dominicaine

Le güiro est un instrument de percussions de la famille des idiophones, fréquent à Cuba et Porto Rico, constitué d'un racloir percé de trous dans lesquels on passe le pouce et le majeur pour le tenir.

## Description
Cet instrument très répandu dans les musiques afro-caribéennes est peut-être originaire de la culture bantoue de la République Démocratique du Congo, mais certains historiens ont noté la présence d'instruments similaires dans la musique amérindienne des peuples autochtones des Caraïbes avant leur disparition, ainsi qu'en Équateur, chez les Quechuas et les Métis. En Guadeloupe caraïbe française, cet instrument est appelé siyak. En Haïti, où il est fabriqué en fer-blanc en forme de cône allongé, souvent doté d'une poignée, on l'appelle graj. 
La güira, version dominicaine de cet instrument, est fabriquée en métal et est munie d'une poignée. Elle est considérée par certains spécialistes du folklore dominicain comme un instrument de la tradition indigène, par opposition à ceux qui lui attribuent une origine africaine.
Le güiro de joba ou güiro de moyuba est un tambour d'eau afro-cubain.
Il existe d'autres instruments similaires en Amérique du Sud :
- au Brésil : le reco-reco en métal ;
- en Colombie et en Équateur : la charrasca ;
- à Cuba : le rascador ;
- en Équateur : le guayo ;
- à Panama : la guáchara ;
- à Porto Rico : le güícharo ;
- au Venezuela : la guacharaca.

Remarque : la guacharaca est également le nom donné au Venezuela à l'Ortalide à ventre roux (oiseau).

## Variante orthographique
L'orthographe originale du mot provient de l'espagnol et de l'Amérique du Sud.
En français, on trouve plutôt l'orthographe simplifiée « guiro » sans tréma (prononcé /ɡi.ʁo/).

## Fabrication
Le corps du güiro est fabriqué à partir d'une calebasse évidée, ou d'un morceau de bois de 20 à 30 cm de long. Des rainures transversales sont pratiquées sur la surface extérieure.
Les güiros traditionnels ont des formes oblongues irrégulières (ou une seule forme oblongue, celle des) de fruits naturels, tandis que les güiros modernes sont fabriqués à la machine, sont en bois et ont une forme cylindrique parfaite.

## Jeu
Certains de ces instruments sont grattés avec une fine baguette de bois, d'autres avec un « peigne » possédant plusieurs dents.
On tient l'instrument avec la main gauche, et on gratte avec la main droite les rainures du racloir à l'aide d'une petite baguette de bois avec un mouvement d'aller et retour de la main pour produire le son par raclement. Des mouvements lents émettent des sons plutôt graves, tandis que des mouvements rapides émettent des sons plus aigus. Ainsi, l'alternance de mouvements lents et rapides permet l'accentuation de certaines notes, les notes aigües étant les accents.

## Source
- (en) S. Sadie, The new Grove Dictionary of Musical Instruments, Macmillan, London, 1985.